# Freak☆Rush!
Freak☆Rush!（フリーク・ラッシュ）は、2009年4月7日から2014年3月25日までエフエム秋田で放送されていたリクエスト番組。
放送時間は番組開始（2009年4月）から2011年3月までは火曜18:00 - 18:55、2011年4月以降は19時台まで拡大して18:00 - 19:55（18:55 - 19:00はAFMニュース放送のため中断）。

## 概要
2009年4月7日放送開始。エフエム秋田のリクエスト番組としては2009年3月まで同時間帯に放送されていた『IT’S DA FREESTYLE』の後継番組。
内容はリスナーから寄せられた曲のリクエストとメッセージを中心に、アーティストからのコメント、パーソナリティ選曲の特集などで構成されている。曲のリクエスト・メッセージはメール、FAX、電話、葉書で受付。また、ツイッターを導入しており、番組ハッシュタグを付けたツイートも番組内で随時紹介していた。
2014年3月4日放送の番組エンディングで、2014年3月25日を以て番組が終了することが発表された。

## パーソナリティ
- 村井絵美（2009年4月7日-2014年3月25日）
- 古谷昌之（2012年4月7日-2014年3月25日）

過去のパーソナリティ
- シャバ駄馬男（2009年4月7日 - 2012年3月）

## 番組コーナー
- アーティストからのコメント

主に18時台オープニング、19時台オープニングに放送。稀にアーティストがスタジオに生出演する場合あり。
- ムライングルーヴ（18時台）

村井による選曲コーナー。クラブミュージック中心。
- うぃーす（19時台）

古谷による選曲コーナー。主にアニソンが多い。当初は正式なコーナー名が存在していたが、次第に略され「うぃーす」となっている。

### 過去に放送された特別企画
2012年と2013年の12月は一ヶ月を通して週替わりのスペシャル企画を実施していた。
- ○○ベスト（○○には放送時の西暦が入る）

2012年と2013年の12月第一週に放送。リスナーがその年に良いと感じた曲のリクエストを受け付けた。
- アニソン特集

2012年と2013年の12月第二週に放送。この日は一部コーナーを除いてアニソンオンリーとなった。エフエム秋田の音源ライブラリーにアニソンが少ないため、事前にリクエストを受け付けて放送までに音源を用意する形を取っていた。
- マンスリーセレクションスペシャル

その年にエフエム秋田で選曲されたマンスリーセレクションを全曲紹介。前番組のIT’S DA FREESTYLEから行われている年末恒例企画。

## 放送休止となった日
- 2012年12月25日

自社制作の特別番組を放送したため休止となった。
- 2013年1月1日

当番組が終了したあとの火曜20:00から放送しているex超兄貴との合同特番『アニーキラッシュ』を18:00 - 21:30に放送。当番組からは村井絵美、ex超兄貴からは高橋航が出演した。
- 2013年12月31日

この年、エフエム秋田制作の生放送番組のほとんどが年末年始の期間休止となったため、当番組も休止となった。18時台はNews Delivery -Evening Edition-（17:00 - 18:55）、19時台はA・O・R（19:00 - 20:55）を放送した。